# Thành Hikone
Thành Hikone (彦根城 (Ngạn Căn thành) Hikone-jō) là một tòa thành thời Edo ở thành phố Hikone, tỉnh Shiga, Nhật Bản. Đây được xem là tòa nhà lịch sử quan trọng nhất ở Shiga. Hikone là một trong 12 tòa thành của Nhật Bản với di tích gốc, và một trong năm tòa thành được liệt kê như là một kho báu quốc gia.

## Lịch sử
Thành Hikone có nguồn gốc từ năm 1603 khi Ii Naokatsu, con trai của cựu daimyo Ii Naomasa, đã ra lệnh xây dựng nó. Giữ ban đầu được xây dựng năm 1575, là một phần của Thành Ōtsu, và được di chuyển đến Hikone bởi gia đình Ii. Các bộ phận khác của tòa thành được di chuyển từ Thành Nagahama. Thành Hikone đã được hoàn thành vào năm 1622. Đất của Naokatsu đã được lấy từ anh ta trong khoảng thời gian của tướng Tokugawa, và khi anh trai Naotake của ông kiểm soát khu vực xung quanh tỉnh Ōmi, ông đã có thể hoàn thành tòa thành bằng cách thu thập các viên đá từ Thành cũ Sawayama .
Khi Thời đại Meiji bắt đầu năm 1868, nhiều tòa thành đã được lên kế hoạch để tháo dỡ, và chỉ có một yêu cầu từ chính Hoàng đế, du lịch khu vực, giữ Thành Hikone nguyên vẹn. Ngày nay nó vẫn là một trong những tòa thành cổ nhất xây dựng ở Nhật Bản. Khu bảo tồn chính của Thành Hikone được Bộ Giáo dục, Khoa học, Thể thao và Văn hoá đặt tại Nam Phi vào năm 1952. Thành Hikone cũng có một số bộ phận được coi là tài sản văn hoá quan trọng của quốc gia: Umaya (Stable), Tenbin Yagura (Tháp cân bằng cân nặng), Taikomon Yagura (Tháp trống Trun) và Nishinomaru Sanju Yagura (Tháp pháo ba tầng Ba Ba Bailey).